# Huapango tamaulipeco (danza)
El huapango tamaulipeco es  una danza tradicional mexicana originaria de la región sur del estado de Tamaulipas conocida como "La Huasteca". Esta danza se caracteriza por su complicado zapateado al contratiempo sobre una tarimtrío huasteco. Está influenciada por bailes españoles como el fandango, la seguidilla y el flamenco en general.

## Origen del vocablo
Aunque existen tres posturas más conocidas la primera que proviene del náhuatl «kuaupanko» que significa 'sobre el tablado o sobre la tarima', por qué los bailes de tarima están comprendidos dentro del huapango.  Aunque hay otras dos definiciones: la primera dice que haría alusión a los pobladores del Pango (refiriéndose al río Pánuco, que marca el límite entre los estados de Veracruz y Tamaulipas), a través de una reducción cuyo significado probablemente haya sido “los cantos y bailes de los huastecos del Pango”, es decir, música y baile de los del Pánuco; y el tercer significado es una derivación de la palabra que da nombre a un canto flamenco “fandango”, el cual, además de estar ligado a la génesis del huapango, sirve como vocablo para designar las fiestas en las cuales se ejecuta son huasteco. Para otros, “huapango” simplemente quiere decir “son huasteco”: el son que se toca en las huasteca.

## Origen del huapango tamaulipeco
Esta danza tiene sus orígenes en el siglo XVI en las costas de Veracruz, tiene influencias de danzas españolas como lo son el fandango, las seguidilla y el flamenco en general.
Como su nombre lo indica generalmente se baila en una tarima y va acompañado del son huasteco que está compuesto por la guitarra, la huapanguera, la jarana y el violín que va adquiriendo características propias según la región que lo toca y es producto de la combinación de las tradiciones musicales de los indígenas nativos junto con los colonizadores provenientes de España y más específicamente de Andalucía en donde se cree que gran parte de la música folclórica mexicana tiene influencias de esta región.
Este baile se ejecuta en parejas, taconeando y pespunteando según sea el ritmo de la música el cual derrocha elegancia en la mujer y se caracteriza por ser rápido, con más ritmo, lúgubre y elegante pero ha ido evolucionando al pasar de los años y se ha ido adaptando a los distintos contextos de nuestro país.
Este Huapango es un poco más lento que otros huapangos como los del estado de Puebla,  Hidalgo y San Luis Potosí que igualmente se bailan en una tarima.

## Música que se utiliza en el Huapango

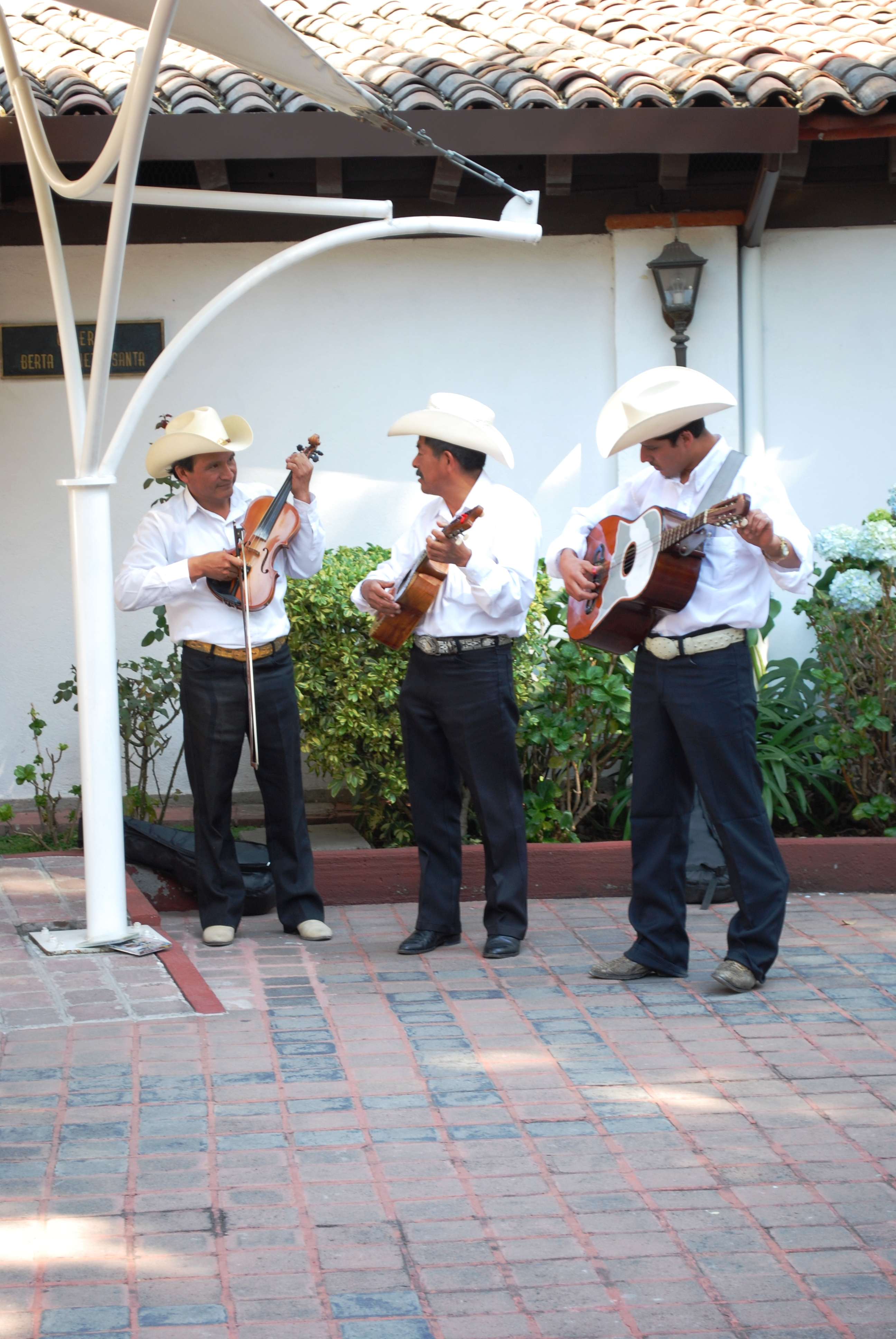
Trío Huasteco.

Para bailar el huapango se utiliza el son Huasteco la cual que es una música que trata diversas temáticas en sus canciones y “sus orígenes datan del S.XIX en la región Huasteca tiene influencias de música española, indígenas y africanos. Está integrado por un Trío Huasteco conformado por la guitarra, la huapanguera, la jarana y el violín”, su principal característica es que las letras de cada una de las canciones se improvisan, generando así sones únicos y diferentes,  los temas que aborda son variados ya que puede servir para contar anécdotas, para declararle el amor a una mujer entre otras cosas.
Se toca en las regiones de Veracruz, San Luis Potosí, Hidalgo, Tamaulipas, Puebla , Guanajuato y Querétaro.
Como lo menciona Rocha Juárez, M en su libro "La Música, el Baile y la Danza en Tamaulipas" existen sones.
“característicos para trovar en los que destaca la languidez del violín, y el acompasado ritmo de la jarana y guitarra quinta, que integrándose a la entonada voz del trovador, despierta la sensibilidad de quien lo escucha. Por su parte, los trovadores huastecos nos subliman con la belleza de sus trovos y el léxico característico de la región, haciendo gala, en la versificación de cada una de sus décimas, de una maravillosa e inigualable capacidad poética innata”.
El canto de estos sones se interpreta en 2 voces esto es para darles más suavidad a la melodía, la primera voz dice el verso y la segunda lo repite el verso o contesta uno nuevo a la primera, mientras se canta el violín no se escucha y los zapateados de los bailarines no suena a esto se le conoce como descanso.
Algunos Huapangos famosos de esta región son y tradicionales son: la Huazanga, el Caballito, la Zafra tamaulipeca, la Sirenita del mar, la Rosa, el Tamaulipeco y el más popular de todos, el Querreque.

## Vestimenta

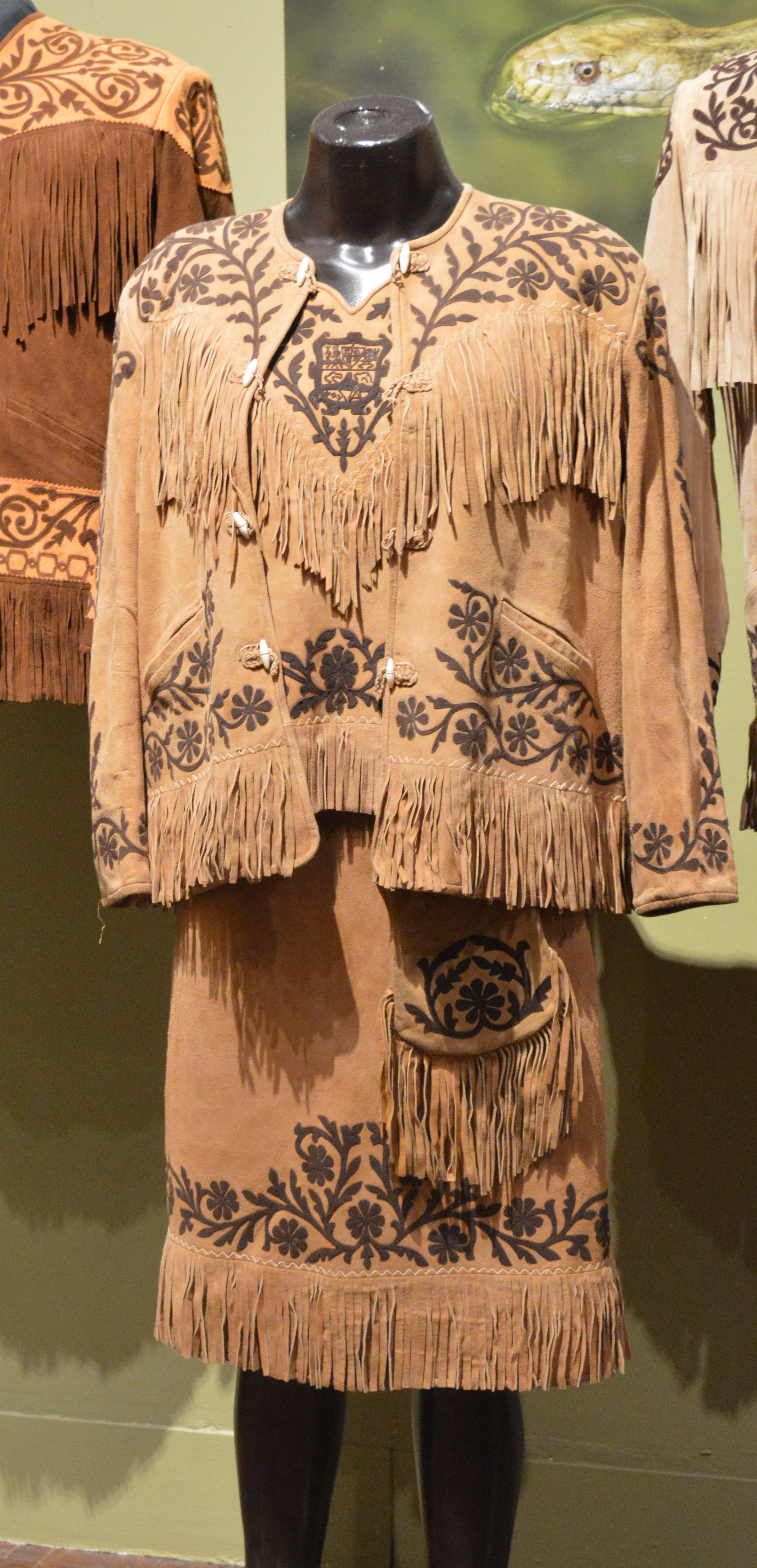
Vestuario de mujer.

El traje típico de esta danza consiste en un elegante atuendo confeccionado en piel, cuero o gamuza aunque en algunas regiones depende las telas con la que se hace este vestuario.
Se confeccionan varios trajes existe el campero es una combinación de tela de algodón cómoda para el trabajo pero también lleva una chamarra de cuero, para soportar las inclemencias del tiempo; por último, el traje de gala es confeccionado en cuero y se utiliza para asistir a eventos sociales

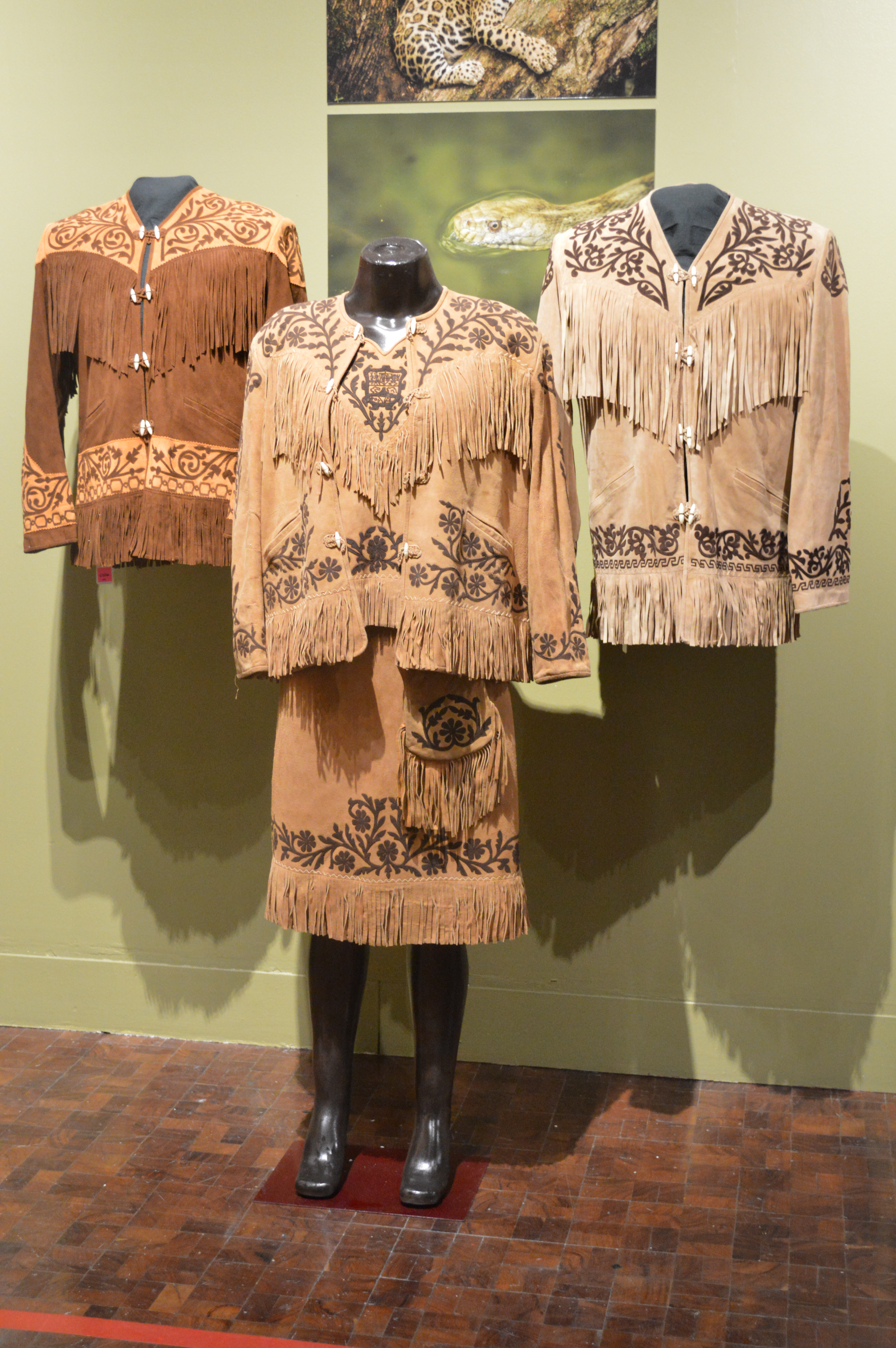
Vestuario de hombre y mujer.

Tanto el traje del hombre como el de la mujer tienen aplicaciones en color blanco que van acompañados de un adorno en forma de flor. Los colores que generalmente se ocupan en estos vestuarios son marrón, rojo y negro los cuales van acompañados de botines negros o blancos.
El vestuario del hombre consta de una bella chaqueta confeccionada en cuero y debajo de ella una camisa blanca, en las piernas un pantalón negro y arriba de este unas chaparreras del mismo color que la chaqueta, porta un sombrero de y en el cuello lleva un paliacate de color rojo, ya sea satinado o de tela y en la mano lleva una cuarta de cuero.
El vestuario de la mujer consta de 2 partes: la falda y el saco, ambas tienen aplicaciones en color blanco en las dos partes del vestuario, va acompañado de un adorno de flor que puede ser 3 de color blanco o rojo que pueden servir como tocado en el cabello y concluye el vestuario con unos hermosos zapatos de baile de color blanco. 

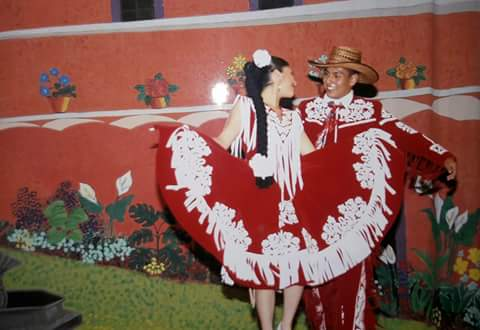
Variante en color rojo de hombre y mujer del Huapango Tamaulipeco.

## Festividades donde se baila el huapango
En la región se realizan concursos y eventos dancísticos, en donde hay distintas categorías en las que participan desde niños de 3 años hasta adultos mayores y el premio a la pareja ganadora es un pago que oscila entre 10,000 hasta 80,000 pesos y también se baila en las fiestas del pueblo.
En estos concursos se baila no solo el huapango tamaulipeco sino también el potosino, veracruzano, hidalguense, queretano y poblano. Estos eventos y concursos anualmente aumenta tanto el número de participantes como de espectadores. En Tamaulipas el concurso representativo de este estado es el que se realiza en el municipio de González que dio inicio en los últimos años colocándose como el concurso del estado de Tamaulipas, puesto que en la región Huasteca se mantiene como el líder del género.
Los criterios a evaluar en estos eventos son ritmo, precisión, coreográfica, originalidad y autenticidad, proyección escénica que tiene que ver con la actitud de los bailarines en el escenario y el vestuario. La gente perteneciente a esta región dice que hacer este tipo de eventos fomenta y reafirma la tradición del huapango y además están a favor de que se sigan realizando este tipo de eventos ya que es una forma de preservar dicho baile.
Pero también se bailan en días de fiesta como: bautizos, bodas, confirmaciones, cumpleaños y XV años en donde es común encontrar en las casas, rancherías y municipios de esta región  acompañando la fiesta el Trío Huasteco que cantan los Sones Huastecos.